# U-Bahn-Station Alser Straße
Die Station Alser Straße ist ein oberirdischer U-Bahnhof der Linie U6 der Wiener U-Bahn im 9. Wiener Gemeindebezirk Alsergrund. Namensgeber ist die nach dem im 19. Jahrhundert eingemauerten Wienerwaldbach Als benannte Alser Straße. Die Hochbahn-Station erstreckt sich entlang des Hernalser Gürtels zwischen der Kinderspitalgasse im Süden und der Lazarettgasse im Norden, ihre Anschrift lautet Kinderspitalgasse 16 beziehungsweise Lazarettgasse 45. 

## Geschichte

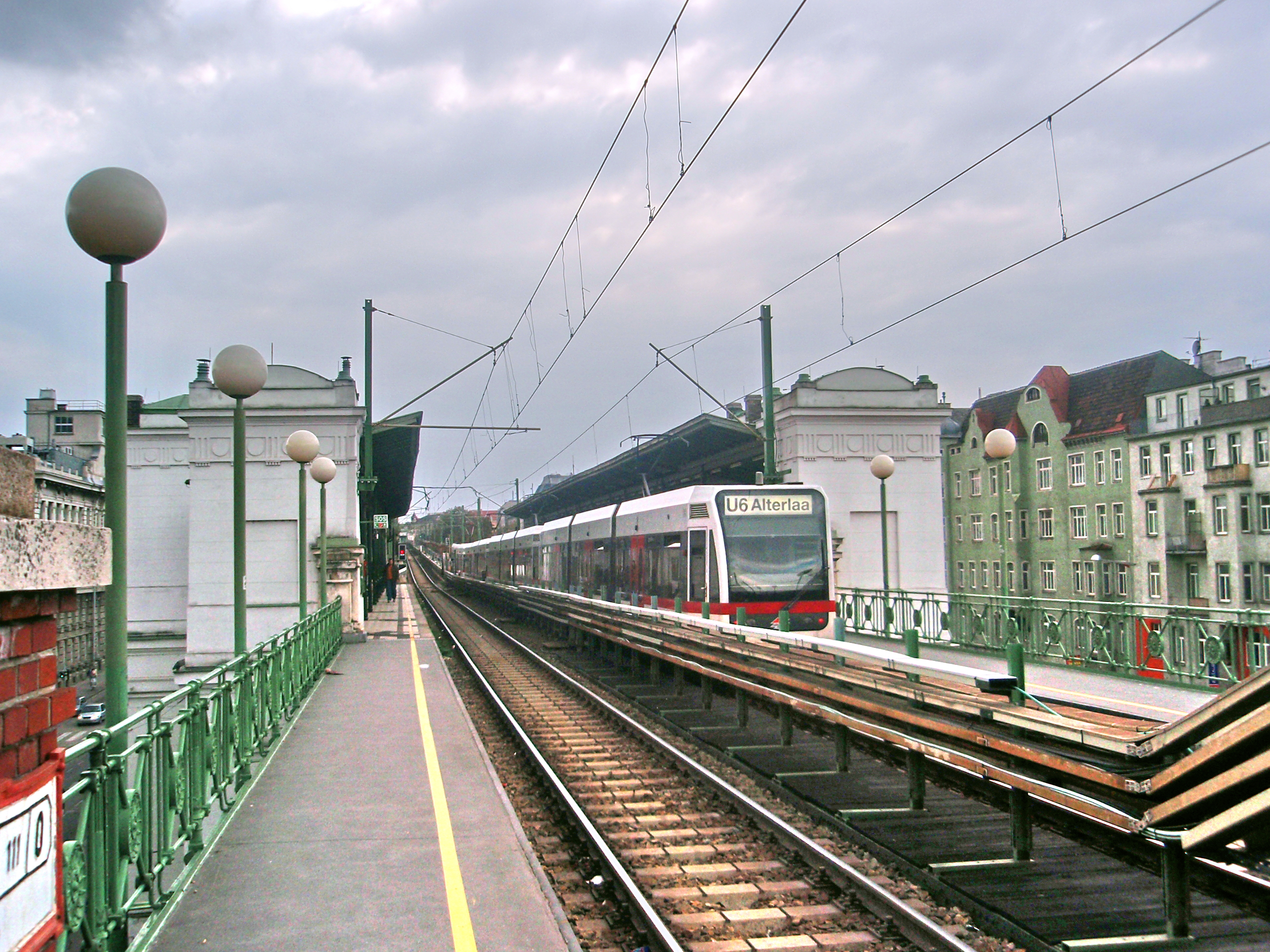
Zug in der Station Alser Straße

Die Haltestelle mit integrierten Stadtbahnbögen gehörte ursprünglich zur Gürtellinie der Wiener Dampfstadtbahn und wurde von Otto Wagner im Auftrag der Commission für Verkehrsanlagen in Wien gestaltet. Wie die anderen Stationen am Gürtel wurde sie an Stelle eines Stadttors des ehemaligen Linienwalls gebaut. Ihre bauliche Fertigstellung erfolgte im März 1896, die Inbetriebnahme am 1. Juni 1898. 1918 wurde sie vorübergehend geschlossen und 1925 als Teil der neuen Wiener Elektrischen Stadtbahn wiedereröffnet. Außer den reinen Stadtbahnlinien bediente von 1925 bis 1945 auch die kombinierte Straßen- und Stadtbahnlinie 18G die Station. 1989 erfolgte die Betriebsaufnahme der U6. 
Das denkmalgeschützte Aufnahmsgebäude wird ost- und westseitig durch die für den Otto-Wagner-Stadtbahnstil typischen grünlackierten Pendeltüren betreten. Die Eingänge sind von hohen Säulen geprägt, von der Aufnahmehalle führen Stiegenanlagen zu den Bahnsteigen, wo Fenster den Blick in den Stadtraum öffnen. Ein barrierefreier Zugang mittels Aufzügen besteht über den Zugang Äußerer Hernalser Gürtel. Es besteht die Möglichkeit, zu der Straßenbahnlinie 43 in Richtung Neuwaldegg bzw. Schottentor und nicht weit entfernt zur Linie 44 in Richtung Schottentor bzw. Ottakring umzusteigen. In der Umgebung befindet sich das St. Anna Kinderkrankenhaus und die Ausgehmeile entlang des westlichen Gürtels mit zahlreichen Lokalen.
2014 wurde der westliche Teil der Station einer umfassenden, mehrmonatigen Sanierung unterzogen, weshalb in Fahrtrichtung Siebenhirten keine Züge hielten. Der Bahnsteig in Fahrtrichtung Floridsdorf folgte im Jahr darauf.